# Regiment Konny im. Królowej

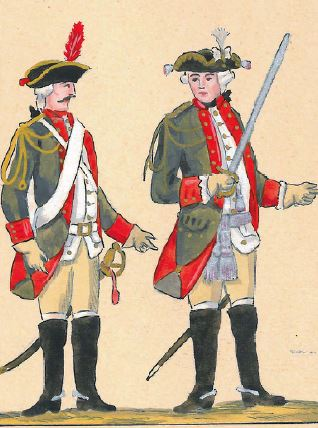
Żołnierze regimentu im. Królowej w 1777

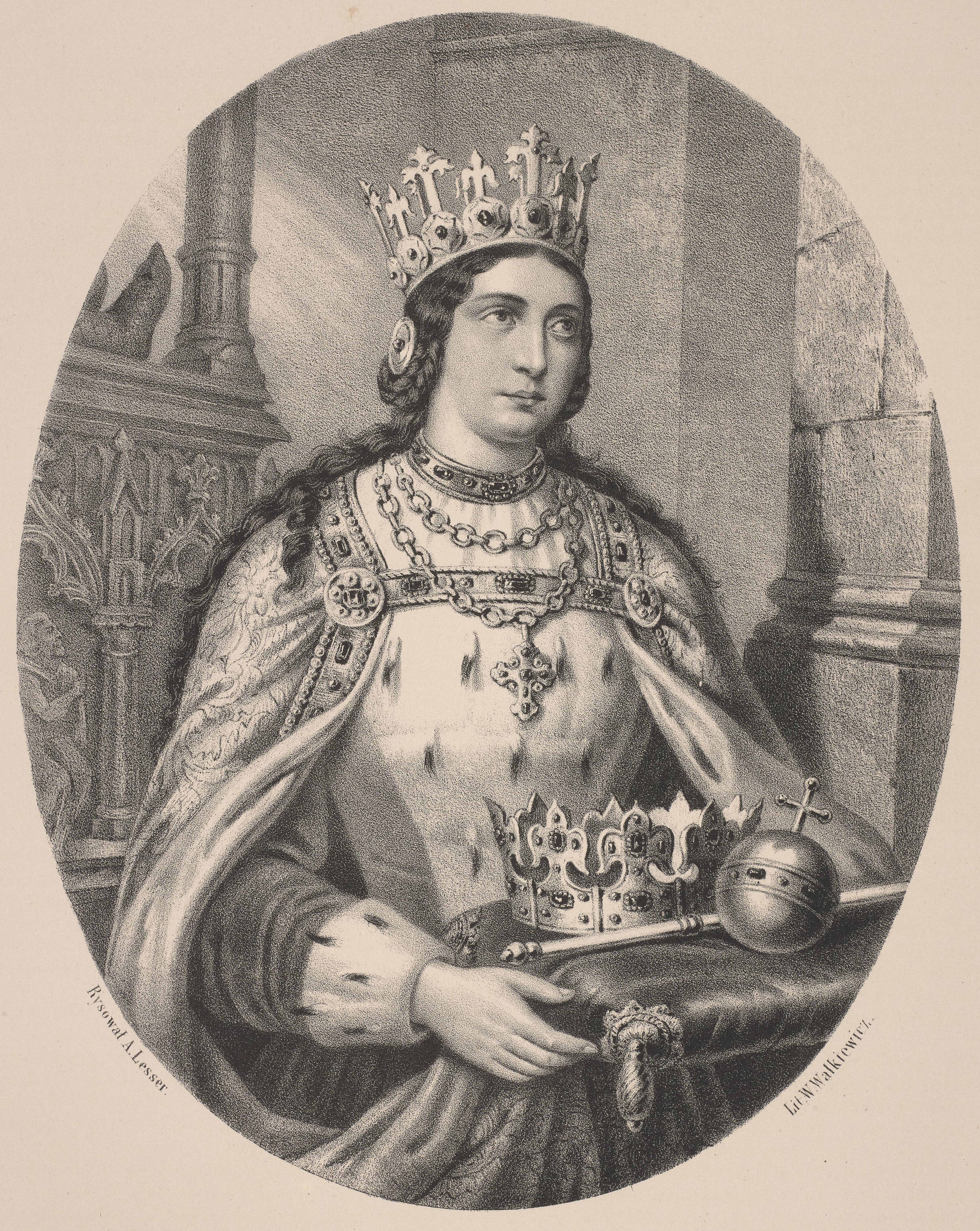
Królowa Jadwiga - nieoficjalna patronka regimentu

Regiment Konny im. Królowej – oddział jazdy armii koronnej wojska I Rzeczypospolitej.

## Formowanie i zmiany organizacyjne
Utworzony z regimentu arkebuzjerów podkomorzego koronnego Jerzego Dominika Lubomirskiego w 1717 roku uchwałą sejmu niemego jako regiment dragonii Królowej. Regiment otrzymał etat liczący 500 „porcji”, co stanowiło 343 osoby. Początkowo dragonia była rodzajem piechoty, której środkiem transportu były konie. W drugiej połowie XVIII w była już traktowana jako kawaleria.
W 1770 roku liczył 10 oficerów, 18 podoficerów, 6 felczerów, 8 doboszy i 138 gemajnów. W 1778 według etatu regiment liczył 219 żołnierzy a faktycznie posiadał 218.
Zreformowany etat z 1776 roku zakładał istnienie regimentu w sile 353 ludzi i był zgodny z etatem sześciokompanijnego regimentu piechoty. Było to związane z założeniami reformy, która mówiła o zamianie dragonii w piechotę. W jego skład wchodziły: sztab, lejbkompania, kompanie: gen. Wielowiejskiego, ppłk Jaszewskiego, mjr Wielowiejskiego, kpt. Życzyńskiego i kpt. Gintowta. W styczniu 1789 posiadał 257 „głów”.
Na mocy uchwały sejmowej z 9 lutego 1789 roku przekształcającego regimenty dragońskie w pułki przedniej straży, hetman wielki koronny wraz z Komisją Wojskową Obojga Narodów 12 lutego 1789 roku  wydali rozkaz nakazujący szefowi pułku reorganizację dragonii i powiększenie chorągwi przedniej straży do 135 osób. W myśl tego rozkazu z regimentu konnego im. Królowej gen. mjr Adama Szydłowskiego sformowany został 1 pułk przedniej straży im. Królowej.

## Stanowiska
Regiment stacjonował w następujących miejscowościach:
- województwo krakowskie i sandomierskie (1717)
- Łabuń (1777)
- Cudnów (1778).

## Żołnierze regimentu
Do 1789 roku regiment etatowo liczył 24 oficerów z szefem i regimentsfelczerem włącznie. W sztabie służyli: szef, pułkownik, podpułkownik, major, kwatermistrz, audytor, adiutant w randze porucznika. W kompaniach służyło: dwóch kapitanów z kompanią, dwóch kapitanów sztabowych (agrègè), sześciu poruczników i sześciu chorążych. Szefa i pułkownika w dowodzeniu kompaniami zastępowali kapitanowie sztabowi. Podpułkownik i major osobiście dowodzili swoimi kompaniami. 
Szefowie regimentu:
- gen. lejtn. Joachim Fryderyk Flemming (1717-1724),
- Jan Jerzy Flemming (1724),
- starosta sanocki gen. mjr Józef Mniszech (1726),
- gen. mjr Tadeusz Kozłowski (20 kwietnia 1774),
- starosta mielnicki gen. mjr Adam Jakub Szydłowski (25 września 1783).

Pułkownicy:
- Adam Wielowiejski (1774; zm. 1783),
- Stanisław Wielowiejski (7 maja 1783)

## Hierarchia regimentu
1. regiment arkebuzerów podkomorzego koronnego Jerzego Dominika Lubomirskiego (-1717) → regiment dragonii Królowej (1717-1789) →  pułk 1 przedniej straży im. Królowej (1789-1794) ↘  rozformowany po powstaniu kościuszkowskim